# Maximilien Antoine de Baillet de Latour
Le comte Maximilien Antoine Charles de Baillet de Latour (14 décembre 1737 à Latour  (Pays-Bas autrichiens), mort le 22 juillet 1806 à Vienne) est un général du Saint Empire qui servit dans l'armée impériale pendant les guerres révolutionnaires.

## Biographie

### Sa famille
Né au château de Latour près de Virton dans les Pays-Bas autrichiens, il s'engagea dans l'armée impériale en 1755 et s’illustra au cours de la guerre de Sept Ans.
En 1772 il épousa la comtesse Charlotte-Sophie de Guérin de La Marche († 1806).
Leur fils, le comte Théodore-François Baillet de Latour, sera ministre autrichien de la Guerre au cours du Printemps des Peuples, et mourra massacré lors du soulèvement de Vienne.
Son frère, le comte Louis Willibrod Antoine de Baillet de Latour (1753–1836), fut aussi général pour le compte de la monarchie Habsbourg-Lorraine, avant de démissionner en 1810 pour rejoindre la Grande Armée de Napoléon Ier.

### Carrière militaire
Maximilien-Antoine de Baillet de Latour fut promu Generalmajor en 1782.
Ayant réussi à tenir le duché de Luxembourg à l'écart de la révolution brabançonne qui vit la proclamation des États belgiques unis, Baillet de Latour fut promu Feldmarschall-Leutnant.
Il reprit le contrôle des provinces rebelles à la fin de 1790, y gagnant l'ordre militaire de Marie-Thérèse.
À partir de 1792, il commanda une armée lors des Première et Deuxième Coalitions.
Sous le commandement du duc Albert de Saxe-Teschen, beau-frère de l'empereur, il prit part à la bataille de Fleurus (1794).
En compagnie de François Sébastien de Croix de Clerfayt, il fut battu à la bataille de Sprimont (1794) par le général Jean-Baptiste Jourdan.
Participa au siège de Kehl.
En 1797, il fut l'un des représentants des Coalisés au Congrès de Rastatt.
En 1805, après la création de l'empire d'Autriche, le premier empereur d'Autriche François Ier le nomma gouverneur militaire de Silésie et de Moravie, et président du Conseil aulique, mais il mourut peu après son arrivée à Vienne.

## Source
- (en) Cet article est partiellement ou en totalité issu de l’article de Wikipédia en anglais intitulé « Maximilian Anton Karl, Count Baillet de Latour » (voir la liste des auteurs).